# Grzyb (Łódź)
Pour les articles homonymes, voir Grzyb.

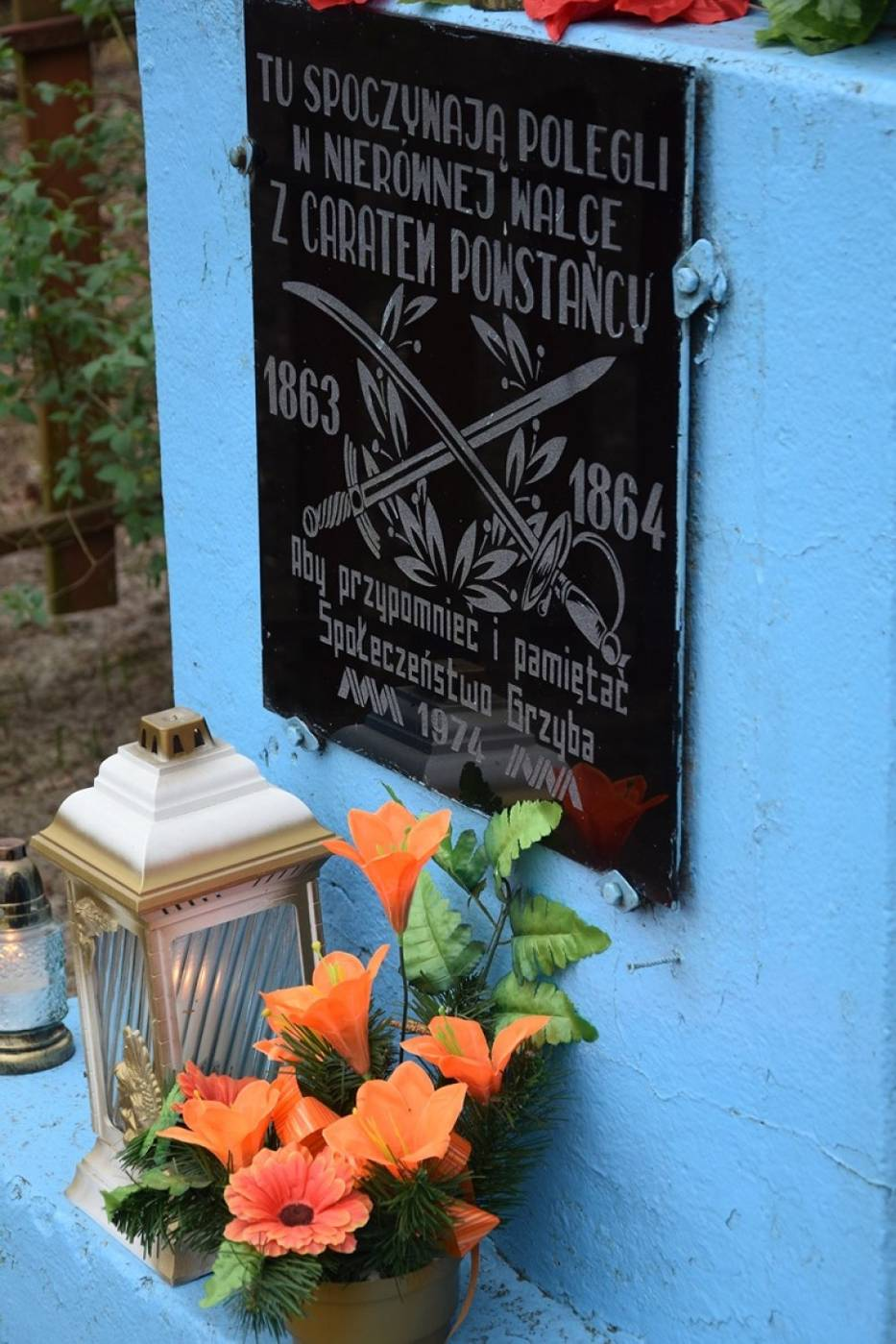
Grzyb

Grzyb est une localité polonaise de la gmina de Klonowa, située dans le powiat de Sieradz en voïvodie de Łódź.